# Cantonul Chamonix-Mont-Blanc
Cantonul Chamonix-Mont-Blanc este un canton din arondismentul Bonneville, departamentul Haute-Savoie, regiunea Rhône-Alpes, Franța.

## Comune
- Chamonix-Mont-Blanc (reședință)
- Les Houches
- Servoz
- Vallorcine